# Arakura
Arakura est une banlieue de la ville de Wainuiomata, qui fait partie de la cité de Lower Hutt, située dans la partie inférieure de l’île du Nord de la Nouvelle-Zélande.

## Situation
Elle est limitée au sud par la ville de Glendale, au sud-ouest par celle de Parkway et à l’ouest par Gracefield.

## Population
La population était de 2 469 habitants en 2006.

## Éducation
Arakura School est une école mixte, publique, assurant le primaire avec un effectif de 159 élèves en mars 2019.